# Col·lectivisme
Col·lectivisme, en general, és un terme utilitzat per descriure un èmfasi teòric o pràctic en un grup, en oposició a l'individualisme. Alguns psicòlegs defineixen col·lectivisme com una síndrome d'actituds i comportaments basats en la creença que la unitat bàsica de supervivència recau en un grup, no en l'individu. El col·lectivisme abasta una àmplia categoria de filosofies no individualistes. El col·lectivisme és considerat per molts diametralment oposat a l'individualisme. Tanmateix, col·lectivisme i individualisme poden interpretar-se de diferent manera per diferents persones.
Alguns tipus de col·lectivisme assenyalen que el bé del grup és més important que el bé individual, altres al·leguen mentre que qualsevol grup està finalment fet d'individus, l'individu incidentalment serveix el seu propi interès en servir els interessos del grup (en altres paraules, en tant el grup prospera, tots els membres del grup prosperen). Els detractors d'aquesta última posició al·leguen que és difícil, si no impossible, imaginar que el beneficis per un grup, és sempre beneficiós per cada individu que l'integra. El col·lectivisme pot també estar associat amb altruisme, car el que és bo pel grup pot concebiblement requerir el sacrifici d'almenys algun interès individual.
En el mite de la construcció de la torre de Babel ja es relaciona el poder i el col·lectivisme. Génesi 11:5-26:
| «                                 | Aleshores Jahvè baixà per veure la ciutat i la torre que edificaven els homes. I Jahvè digué: Tots ells formen un sol poble i parlen una mateixa llengua. Si comencen amb aquesta empresa, cap projecte ja no els serà impossible. Baixem i confonguem-los aquí mateix el llenguatge perquè no s'entenguin entre ells | » |
| — Monjos de Montserrat, La Bíblia | |   |

## Política
Alguns polítics col·lectivistes sostenen que diferents grups tenen interessos competitius, i que els interessos i característiques individuals estan de fet units als interessos i característiques del seu grup. En aquesta línia de pensament, es considera que les diferències entre grups són més significatives que les diferències individuals dins dels grups. Altres polítics col·lectivistes emfatitzen la noció d'igualtat i solidaritat, i veuen tots els éssers humans com a part d'un mateix grup amb interessos similars. Mantenen que la competència i rivalitat, entre individus o petits grups, és sobretot contraproduent o perjudicial, i caldrà aleshores canviar-la per alguna forma de cooperació.
Les crítiques polítiques al col·lectivisme sostenen que aquest emfatitza el grup suprimint els drets individuals, per exemple, segons els crítics del col·lectivisme, la democràcia pot ser vista com una forma de col·lectivisme quan la majoria del grup és capaç de disminuir la llibertat d'individus en minoria, simplement perquè constitueixen la majoria. Així, els oponents al col·lectivisme argumenten que únicament els individus poden legítimament tenir drets, no els grups, i advoquen per la protecció constitucional dels drets individuals davant del mandat de la majoria.

## Economia
El col·lectivisme és una àmplia categoria, però en general, és un camp de l'economia que sosté que les coses han de ser propietat d'un grup (i suposadament utilitzar-se en el benefici de tots) més que propietat d'individus (propietat privada). El socialisme sol associar-se amb aquesta concepció filosòfica, tot i que cal remarcar que no és aplicable a totes les visions existents del socialisme. Central a aquest punt de vista favorable al grup, està el concepte de propietat col·lectiva, en oposició a la propietat privada. Alguns apliquen això només a béns de capital i terra, mentre altres col·lectivistes argumenten que tots els béns de consum han d'observar-se com béns públics, i són difícils de, o no haurien de privatitzar-se; és el cas de béns naturals, de defensa nacional, de justícia i d'informació. Els comunistes creuen que no tan sols els mitjans de producció, sinó el producte del treball hauria de col·lectivitzar-se, i els salaris abolir-se. La conferència de Florència de la Federació de la Internacional, en mostrar els principis anarcocomunistes, assenyalà: "La Federació Italiana de la Internacional considera propietat col·lectiva els productes del treball i com complement necessari del programa col·lectivista...'"
S'observa que confiar en l'elecció individual per contribuir als béns públics porta a errors del mercat i a un problema de parasitisme. Es veu aleshores que: l'acció col·lectiva, el compliment de les autoritats i la pressió o coerció social, són l'única manera fiable d'assegurar l'abastament de béns o serveis públics.

## Societats col·lectivistes
Existeixen molts exemples de societats al voltant del món que s'han caracteritzat elles mateixes o externament com "col·lectivistes", com ara la URSS de Stalin o la Cambodja de Pol Pot. .
D'una banda, existeixen estats socialistes, que han col·lectivitzat la majoria dels sectors econòmics. D'altra banda, existeixen els quibuts d'Israel (comunes voluntàries on les persones viuen i cultiven junts i on la propietat és col·lectiva), i comunitats com Freetown Christiania a Dinamarca (un petit experiment polític autònom centrat al voltant d'una instal·lació militar abandonada a Copenhaguen) on es viu un estil de vida col·lectivista.